# Aparté
Un aparté est une réplique de théâtre prononcée par un personnage sur scène qui, par convention, n'est entendue que par le public, pas par les autres personnages ; réplique fournissant au public une pensée du personnage afin de l'éclairer « sur ses réactions, ses intentions ou ses sentiments ». Par extension, ce sont des propos tenus par des interlocuteurs sans qu'ils soient entendus par autrui.

## Origine et définition de la notion
Le terme aurait été inventé, selon Sébastien-Roch Nicolas de Chamfort et Joseph de La Porte, dans leur Dictionnaire Dramatique, par La Mesnardière : 

« C'est la Mesnardiere qui, dans sa Poëtique, a donné à ces discours le nom d'Aparté, qui a passé dans la langue Dramatique. De plusieurs Volumes que ce la Mesnardiere a faits pour le Théâtre, c'est le seul mot qui soit resté. »

Cette réplique peut aussi constituer une adresse directe au public, et joue souvent de la double énonciation théâtrale (faire un clin-d’œil à une autre personne que son interlocuteur). Employé comme ressort comique dans la comédie, il permet aussi de révéler au spectateur le caractère et les émotions du personnage : 

« L'art consiste à rendre l'Aparté intéressant par la situation du Personnage qui laisse voir les mouvements dont il est combattu, ou qui révèle quelque secret terrible. Dans la Comédie, il faut s'en servir pour produire des jeux de Théâtre, comme lorsqu'un Acteur fait en deux mots, tout bas, une réflexion plaisante sur ce que l'autre dit tout haut, &c. »

## Pratique de l'aparté dans l'histoire du théâtre
Peu présent dans le théâtre grec, l'aparté est davantage employé dans le théâtre latin, en particulier les comédies de Plaute ou de Térence ; ainsi, dans Aulularia, de Plaute, qui inspire Molière pour L'Avare, l'aparté fait ressortir l'avarice du personnage principal :

« MÉGADORE. — Bonjour, Euclion ; le ciel te tienne toujours en joie.

EUCLION. — Et toi de même, Mégadore.

MÉGADORE. — Comment te portes-tu ? Cela va-t-il comme tu veux ?

EUCLION, à part. — Les riches ne viennent pas parler d'un air aimable aux pauvres sans quelque bonne raison. Il sait que j'ai de l'or ; c'est pour cela qu'il me salue si gracieusement. »

Mais déjà alors, Plaute joue, pour faire rire le spectateur, sur l'artificialité de la convention théâtrale :

« MÉGADORE. — Par Pollux ! si tu as une âme raisonnable, tu as ce qu'il faut pour être heureux.

EUCLION, à part. — Oui, la vieille lui a fait connaître mon trésor. La chose est sûre ; c'est clair. Ah ! je te couperai la langue et t'arracherai les yeux.

MÉGADORE. — Pourquoi parles-tu là tout seul ? »